# Lijst van bisschoppen van Ermland
Dit is een lijst van bisschoppen en prins-bisschoppen van Ermland en (aarts)bisschoppen van Warmia.
- 1249-1250: Hendrik van Strateich
- 1250-1274: Anselmus van Meißen
- 1278-1300: Hendrik I Fleming
- 1301-1326: Everhard van Neiße
- 1327-1328: Jordanus van Ermland
- 1329-1334: Hendrik II Wogenap
- 1334-1337  --
- 1337-1349: Herman van Praag
- 1350-1355: Johannes I van Meißen
- 1355-1373: Johannes II Stryprock
- 1373-1401: Hendrik III Sorbom
- 1401-1415: Hendrik IV Vogelsang
- 1415-1424: Johannes III Abezier
- 1424-1457: Franciscus Kuhschmalz
- 1457-1458: Enea Silvio Piccolomini, de latere paus Pius II
- 1458-1467: Paul van Legensdorf
- 1467-1489: Nicolaas van Tüngen
- 1489-1512: Lucas Watzenrode
- 1512-1523: Fabianus van Lozanien
- 1523-1537: Moriz Ferber
- 1537-1548: Johannes Dantiscus
- 1549-1550: Tiedemann Giese
- 1551-1579: Stanislaus Hosius
- 1579-1589: Martin Kromer
- 1589-1599: Andrzej Batory (Andreas Bathory)
- 1600-1604: Piotr Tylicki
- 1604-1621: Szymon Rudnicki
- 1621-1633: Jan Albert Wasa
- 1633-1643: Mikołaj Szyszkowski
- 1643-1644: Jan Karol Konopacki
- 1644-1659: Wacław Leszczyński
- 1659-1679: Jan Stefan Wydżga
- 1680-1688: Michał Stefan Radziejowski
- 1688-1697: Jan Stanisław Zbąski
- 1698-1711: Andrzej Chryzostom Załuski
- 1711-1723: Teodor Andrzej Potocki
- 1724-1740: Krzysztof Andrzej Jan Szembek
- 1741-1766: Adam Stanisław Grabowski
- 1767-1795: Ignacy Krasicki
- 1795-1803: Karel van Hohenzollern-Hechingen
- 1803-1808  --
- 1808-1836: Jozef van Hohenzollern-Hechingen
- 1836-1841: Andreas Stanislaus von Hatten
- 1841-1867: Joseph Ambrosius Geritz
- 1867-1885: Philipp Krementz
- 1886-1908: Andreas Thiel
- 1908-1930: Augustinus Bludau
- 1930-1947: Maximilian Kaller
- 1947-1972: --

## Bisschop van Warmia
- 1972-1978: Józef Drzazga
- 1979-1981: Józef Glemp
- 1981-1988: Jan Władysław Obłąk
- 1988-1992: Edmund Michał Piszcz (vanaf 1992 aartsbisschop)

## Aartsbisschop van Warmia
- 1992-2006: Edmund Michał Piszcz (tot 1992 bisschop)
- 2006-heden: Wojciech Ziemba